# Прудки (Тербунський район)
Прудки (рос. Прудки) — присілок у Тербунському районі Липецької області Російської Федерації. Адміністративно належить до Тербунської сільради.

## Географія
Прудки розташовані за 10 км від центру сільради села Тербуни та у 112 км на південь від обласного центру міста Липецьк. Поблизу села протікає річка Холопчик, притока річки Олим (басейн Швидкої Сосни).

## Назва
За переказами присілок Прудки отримало назву від ставків (рос. пруд), які є навколо села.

## Історія
Прудки входили до Тербунської волості 3-го стану Єлецького повіту Орловської губернії.
6 січня 1954 року, під час зміни адміністративного поділу Орловської та Воронезької областей, Прудки увійшло до складу Тербунського району Липецької області.
Присілок входив до складу Нагорнинської сільради, яку 7 червня 2008 року вприєднали до Тербунської сільради.

## Клімат
| Кліматограма присілка Прудки                                                          | Кліматограма присілка Прудки | Кліматограма присілка Прудки | Кліматограма присілка Прудки | Кліматограма присілка Прудки | Кліматограма присілка Прудки | Кліматограма присілка Прудки | Кліматограма присілка Прудки | Кліматограма присілка Прудки | Кліматограма присілка Прудки | Кліматограма присілка Прудки | Кліматограма присілка Прудки |
| ------------------------------------------------------------------------------------- | ---------------------------- | ---------------------------- | ---------------------------- | ---------------------------- | ---------------------------- | ---------------------------- | ---------------------------- | ---------------------------- | ---------------------------- | ---------------------------- | ---------------------------- |
| С                                                                                     | Л                            | Б                            | К                            | Т                            | Ч                            | Л                            | С                            | В                            | Ж                            | Л                            | Г                            |
| 39 −6 −13                                                                             | 28 −5 −12                    | 24 0 −6                      | 39 12 3                      | 46 21 9                      | 72 24 12                     | 78 25 14                     | 59 24 13                     | 52 18 8                      | 45 10 2                      | 47 2 −3                      | 43 −3 −8                     |
| Середня макс. і мін. температури повітря (°C) Атмосферні опади (мм), за рік : 572 мм. |                              |                              |                              |                              |                              |                              |                              |                              |                              |                              |                              |

Клімат присілка помірно-континентальний, з м'якою зимою та теплим літом.
Опадів більше випадає влітку і на початку осені. У рік випадає близько 568 мм опадів. Найменша кількість опадів виипадає у березні — 24 мм, найбільше опадів випадає в липні — 78 мм.
Середньорічна температура: +5.8 °C. Найнижча температура у січні: -9.2 °C, найвища у липні: +19.7 °C.
Тривалість морозного періоду — 141 доба, з середньою температурою повітря менш 0 °C.
Стійкий сніговий покрив спостерігається протягом 102-140 днів.
Товщина снігового покриву змінюється від 10-20 см до 40-85 см.
Нормативна глибина сезонного промерзання ґрунтів становить 75 см.
Останні заморозки навесні можуть спостерігатися у перших числах травня, але іноді бувають і в червні.
Вегетаційний період на території присілку триває 180-185 діб.
Сонячне сяйво поступово збільшуюється від 35-37 годин у січні до майже 290 годин в липні.

## Населення
Чисельність
Станом на 2010 рік чисельність населення присілка — 17 осіб.
| 2002 | 2008 | 2009 | 2010 |
| ▬ 36 | ▼ 25 | ▼ 23 | ▼ 17 |

Національний склад
За результатами перепису 2002 року росіяни становили 97% у національній структурі населення.